# Chikkalingadahalli, Haveri
Chikkalingadahalli là một làng thuộc tehsil Haveri, huyện Haveri, bang Karnataka, Ấn Độ.